# Joy-Con
Joy-Con은 닌텐도 스위치 비디오 게임 콘솔의 컨트롤러이다. 2개의 개별 유닛을 갖추고 있으며 각각 아날로그 스틱과 특정한 배열의 버튼들을 포함하고 있다. 메인 닌텐도 스위치 콘솔 유닛에 부착하는 동안 사용할 수 있으며 분리시켜서 무선으로 사용할 수도 있다. 분리할 경우 한 쌍의 조이콘을 1인용으로 사용할 수 있고, 2인용으로 개별 컨트롤러로 나눠서 사용할 수도 있다.

## 디자인

좌우 조이콘 컨트롤러의 모습. 네온 레드와 블루.

조이콘은 한 쌍으로 배급되며 각각 "조이콘 L"과 "조이콘 R"로 명시된다. 이들은 각각 크기가 4.02 by 1.41 by 1.12 인치 (10.2 cm × 3.6 cm × 2.8 cm)이며, 조이콘 L과 R의 무게는 각각 1.73 온스 (49 g), 1.84 온스 (52 g)이다.
조이콘은 레일을 통해 스위치 콘솔의 사이드에 부착할 수 있으며 무선으로 사용하거나 각기 다른 플레이어로 사용하기 위해 무선으로 사용할 수 있다. 최대 8개의 조이콘을 한 번에 하나의 스위치 콘솔에 연결할 수 있다. 조이콘은 충전 기능이 있거나 없이 선택적으로 조이콘 그립 액세서리에 부착할 수 있으며, 컨트롤러를 더 전통적인 게임패드와 같은 폼 팩터로 변환해준다.
콘솔에서 분리될 때 2개의 조이콘 유닛은 서로 자율적으로 동작하며 블루투스를 통해 콘솔과 통신한다. 콘솔에서 분리된 경우 손목 끈을 2개의 조이콘에 부착할 수 있다. 이 끈들은 0.57 in (1.4 cm) 너비 기반으로, 조이콘 사이드 레일에 부착하는데 사용하며 숄더 버튼을 확장하기도 한다.
조이콘에는 분리가 불가능한 3.7 볼트 525 mAh 1.9 와트시 리튬이온 중합체 전지 배터리를 포함하고 있다. 이것들은 자체 충전하는 스위치 콘솔에 부착될 때 충전된다. 별도의 차징 그립 액세서리를 사용하면 USB-C를 통한 게임패드 구성에서 컨트롤러의 충전이 가능하다. 닌텐도는 2017년 6월 16일 조이콘 AA 전지 팩을 출시하였으며 손목 끈과 비슷하게 조이콘에 끼워넣는 방식이다.

### 색
조이콘은 스위치 버튼의 일부로서 또는 추가 구매를 통해 여러 컬러로 이용할 수 있다. 기본으로 제공되는 슬레이트 그레이 외에 소비자들은 네온 레드와 블루 컬러의 조이콘을 이용할 수 있으며 2017년 중순에 닌텐도는 네온 옐로 조이콘을 선보였으며, 《ARMS》와 함께 출시되었다. 《스플래툰 2》와 함께 런칭한 네온 그린, 네온 핑크 조이콘도 이용이 가능하다. 한 쌍의 레드 조이콘은 2017년 10월 27일 출시된 《슈퍼 마리오 오디세이》 번들의 일부로 출시되었다.

## 서드파티 개발
출시 직후 조이콘은 기타 블루투스 지원 개인용 컴퓨터와 모바일 기기와 연결하여 함께 사용할 수 있음이 밝혀졌다.

## 같이 보기
- Wii 리모컨